# Suillus pungens
Suillus pungens là một loài nấm trong chi suillus. Quả thể loài nấm này có mũ lồi nhớt rộng lên đến 14 cm. Loài nấm này đặc trưng bởi sự thay đổi màu sắc rất khác biệt xảy ra trong quá trình phát triển tai nấm. Thông thường, tai nấm lúc còn non có màu trắng, sau này trở thành màu xám-ô-liu đến nâu đỏ hoặc sự kết hợp của các đốm màu.